# Mert Yılmaz
Mert Yılmaz (Berlino, 8 marzo 1999) è un calciatore tedesco, difensore dell'Antalyaspor.

## Caratteristiche tecniche
È un terzino destro.

## Carriera

### Club
Ha iniziato a giocare a calcio nel settore giovanile del TeBe Berlino, per poi proseguire nel RB Lipsia dove ha anche disputato un incontro di Regionalliga nel 2017 con la squadra riserve. Nel 2018 è stato acqusitato dal Bayern Monaco che lo ha assegnato alla squadra riserve con cui ha vinto due campionati consecutivi.
Nell'estate del 2020 ha lasciato la Germania per firmare un contratto con l'Antalyaspor, con cui ha fatto il suo esordio in Süper Lig il 18 ottobre nella partita pareggiata 1-1 contro il Gaziantep. L'8 settembre 2021 è stato ceduto in prestito al Bursaspor in seconda divisione e la stagione successiva è stato prestato all'Ümraniyespor, ma ha trovato poco spazio anche a causa di alcuni problemi fisici. Nell'estate del 2023 è rientrato ad Adalia dove è stato confermato in rosa per la stagione 2023-2024 e successivamente anche per la stagione 2024-2025.

### Nazionale
Ha giocato con le nazionali giovanili turche Under-19 ed Under-21.

## Statistiche

### Presenze e reti nei club
Statistiche aggiornate al 2 maggio 2025.
| Stagione                | Squadra                 | Campionato              | Campionato | Campionato | Coppe nazionali | Coppe nazionali | Coppe nazionali | Coppe continentali | Coppe continentali | Coppe continentali | Altre coppe | Altre coppe | Altre coppe | Totale | Totale | Totale |
| Stagione                | Squadra                 | Comp                    | Pres       | Reti       | Comp            | Pres            | Reti            | Comp               | Pres               | Reti               | Comp        | Pres        | Reti        | Pres   | Reti   |        |
| ----------------------- | ----------------------- | ----------------------- | ---------- | ---------- | --------------- | --------------- | --------------- | ------------------ | ------------------ | ------------------ | ----------- | ----------- | ----------- | ------ | ------ | ------ |
| 2017-2018               | RB Lipsia II            | RL                      | 1          | 0          | -               | -               | -               | -                  | -                  | -                  | -           | -           | -           | 1      | 0      |        |
| 2018-2019               | Bayern Monaco II        | RL                      | 27         | 1          | -               | -               | -               | -                  | -                  | -                  | -           | -           | -           | 27     | 1      |        |
| 2019-2020               | Bayern Monaco II        | 3L                      | 17         | 0          | -               | -               | -               | -                  | -                  | -                  | -           | -           | -           | 17     | 0      |        |
| Totale Bayern Monaco II | Totale Bayern Monaco II | Totale Bayern Monaco II | 44         | 1          |                 | -               | -               |                    | -                  | -                  |             | -           | -           | 44     | 1      |        |
| 2020-2021               | Antalyaspor             | SL                      | 11         | 0          | CT              | 3               | 0               | -                  | -                  | -                  | -           | -           | -           | 14     | 0      |        |
| 2021-2022               | Bursaspor               | 1L                      | 23         | 0          | CT              | 0               | 0               | -                  | -                  | -                  | -           | -           | -           | 23     | 0      |        |
| 2022-2023               | Ümraniyespor            | SL                      | 3          | 0          | CT              | 1               | 0               | -                  | -                  | -                  | -           | -           | -           | 4      | 0      |        |
| 2023-2024               | Antalyaspor             | SL                      | 6          | 1          | CT              | 2               | 0               | -                  | -                  | -                  | -           | -           | -           | 8      | 1      |        |
| 2024-2025               | Antalyaspor             | SL                      | 15         | 0          | CT              | 4               | 0               | -                  | -                  | -                  | -           | -           | -           | 19     | 0      |        |
| Totale carriera         | Totale carriera         | Totale carriera         | 103        | 2          |                 | 10              | 0               |                    | -                  | -                  |             | -           | -           | 113    | 2      |        |

## Palmarès

### Club

#### Competizioni nazionali
- Regionalliga: 1

Bayern Monaco: 2018-2019 (Bayern)
- 3. Liga: 1

Bayern Monaco II: 2019-2020